# Claude Criquielion
Claude Criquielion (Lessines, 11 gennaio 1957 – Aalst, 18 febbraio 2015) è stato un ciclista su strada belga. Professionista dal 1979 al 1991, fu campione del mondo in linea nel 1984 a Barcellona. Scalatore e passista, totalizzò 61 vittorie, tra cui un Giro delle Fiandre, due Freccia Vallone e una Clásica San Sebastián.

## Carriera
Vinse varie classiche tra cui il Giro delle Fiandre nel 1987, la Clásica San Sebastián nel 1983, la Freccia Vallone nel 1985 e nel 1989 e il Grand Prix Eddy Merckx nel 1984; non riuscì invece mai a trionfare nella Liegi-Bastogne-Liegi, dove si classificò due volte secondo, nel 1985 e nel 1991, e una volta terzo, nel 1987, battuto tutte e tre le volte dall'italiano Moreno Argentin. Nella Freccia Vallone collezionò altri due secondi posti, nel 1987 e nel 1991 - battuto ancora da Argentin - e un terzo nel 1986; altri piazzamenti di prestigio furono un secondo e un terzo posto all'Amstel Gold Race, rispettivamente nel 1989 e nel 1988. Tra le altre vittorie nelle gare in linea, quella nella Freccia del Brabante nel 1982.
I migliori risultati nelle corse a tappe furono invece il settimo posto al Giro d'Italia 1989, il quinto al Tour de France 1986 e il terzo alla Vuelta a España 1980. Nel 1986 conquistò il Tour de Romandie e il Grand Prix du Midi Libre, ripetendosi nella breve corsa a tappe francese nel 1988.
Il suo successo più importante fu però quello al campionato del mondo 1984 a Barcellona, quando si aggiudicò la maglia iridata precedendo al traguardo Claudio Corti e Steve Bauer. Andò vicino al bis mondiale nel 1988, quando la rassegna si svolse a Ronse. In quell'occasione fu protagonista di uno sfortunato episodio nel finale della competizione: in lotta per la vittoria nella volata con Steve Bauer, fu stretto da questi alle transenne e cadde. A vincere fu Maurizio Fondriest, Bauer tagliò il traguardo secondo ma fu squalificato, mentre Criquielion chiuse undicesimo.
Nel 1990, ormai a fine carriera, si laureò campione nazionale belga su strada. Si ritirò nel 1991. Dal 2000 al 2004 fu direttore sportivo del team Lotto; dal 2005 al 2009 fu invece direttore sportivo della squadra belga Landbouwkrediet-Colnago. Con la stessa Landbouwkrediet, nel 2005, ha esordito da professionista suo figlio Mathieu, nato nel 1981.
È morto nel febbraio del 2015, all'età di 58 anni, in seguito a emorragia cerebrale.

## Palmarès
- 1976 (Dilettanti)

5ª tappa Ster Van Henegouwen
Dendermonde
- 1977 (Dilettanti)

3ª tappa, 2ª semitappa Tour du Hainaut Occidental (Péruwelz > Péruwelz)
4ª tappa Gran Prix de l'Avenir (Vitry-le-François > Hayange)
- 1979 (KAS-Campagnolo, quattro vittorie)

Classifica generale Setmana Catalana
2ª tappa Tour de l'Aude (Carcassonne > Cabardès)
1ª tappa, 2ª semitappa Escalada a Montjuich (Montjuich > Montjuich)
Classifica generale Escalada a Montjuich
- 1980 (Splendor, tre vittorie)

Leeuwse Pijl
4ª tappa Tirreno-Adriatico (Grottazzolina > Nereto)
3ª tappa, 2ª semitappa Critérium du Dauphiné Libéré (La Voulte-sur-Rhône > Lione)
- 1982 (Splendor, una vittoria)

Freccia del Brabante
- 1983 (Splendor, una vittoria)

Classica di San Sebastián
- 1984 (Splendor, sette vittorie)

Grand Prix Europa
Purnode-Yvoir
Prologo Tour de Luxembourg (Lussemburgo > Lussemburgo)
Grand Prix Eddy Merckx
Campionato del mondo, In linea
1ª tappa, 2ª semitappa Escalada a Montjuich (Montjuich > Montjuich)
Classifica generale Escalada a Montjuich
- 1985 (Hitachi, due vittorie)

Freccia Vallone
1ª tappa, 2ª semitappa Escalada a Montjuich (Montjuich > Montjuich)
- 1986 (Hitachi, cinque vittorie)

Classifica generale Tour de Romandie
Purnode-Yvoir
3ª tappa Grand Prix du Midi Libre (Le Barcarès > Lamalou-les-Bains)
5ª tappa Grand Prix du Midi Libre (Saint-Affrique > Sète)
Classifica generale Grand Prix du Midi Libre
- 1987 (Hitachi, quattro vittorie)

Memorial Le Samyn
Giro delle Fiandre
5ª tappa Tour de Luxembourg (Mondorf-les-Bains > Rosport)
Tour du Vaucluse (Bollène > Bollène)
- 1988 (Hitachi, quattro vittorie)

Grand Prix de Wallonie
Purnode-Yvoir
3ª tappa Grand Prix du Midi Libre (Saint-Christol-lès-Alès > Millau)
Classifica generale Grand Prix du Midi Libre
- 1989 (Hitachi, una vittoria)

Freccia Vallone
- 1990 (Lotto, una vittoria)

Campionato belga, prova in linea
- 1991 (Lotto, una vittoria)

Grand Prix Criquielion

### Altri successi
- 1979 (KAS-Campagnolo)

Izegem (Kermesse)
- 1981 (Splendor)

Viane (Kermesse)
- 1982 (Splendor)

Lessines (Kermesse)
Sombreffe (Criterium)
- 1984 (Splendor)

Herselt (Kermesse)
Boechout (Kermesse)
Herne (Criterium)
- 1985 (Hitachi)

La Poly Normande (Criterium)
Sombreffe
Oostrozebeke (Kermesse)
Scherpenheuvel (Kermesse)
Ronse (Kermesse)
Herne (Criterium)
- 1986 (Hitachi)

Classifica scalatori Tour de Romandie
Classifica combinata Tour de Romandie
Ronse (Criterium)
- 1987 (Hitachi)

Grammont-Geraardsbergen (Criterium)
Viane (Kermesse)
- 1988 (Hitachi)

Critérium des As (Derny)
Calais (Kermesse)
Herselt (Kermesse)
Rummen (Kermesse)
Frankfurt am Main (Criterium)
- 1989 (Hitachi)

Beernem (Kermesse)
Dilsen (Kermesse)
GP Goffin (Criterium)
- 1990 (Lotto)

Ronse (Criterium)
Profronde van Surhuisterveen (Criterium)
Meymac (Criterium)
- 1991 (Lotto)

La Louvière (Criterium)

## Piazzamenti

### Grandi Giri
- Giro d'Italia

1989: 7º
- Tour de France

1979: 9º
1980: 13º
1981: 9º
1982: ritirato (17ª tappa)
1983: 18º
1984: 9º
1985: 18º
1986: 5º
1987: 11º
1988: 14º
1989: 36º
1990: 9º
- Vuelta a España

1980: 3º
1982: ritirato

### Classiche monumento
- Milano-Sanremo

1980: 114º
1981: 60º
1985: 74º
1986: 49º
1987: 20º
1989: 34º
1991: 123º
- Giro delle Fiandre

1982: 37º
1985: 6º
1986: 8º
1987: vincitore
1988: 26º
1989: 20º
1990: 8º
1991: 25º
- Liegi-Bastogne-Liegi

1979: 11º
1981: 17º
1982: 4º
1984: 7º
1985: 2º
1986: 4º
1987: 3º
1988: 26º
1989: 32º
1990: 14º
1991: 2º
- Giro di Lombardia

1979: 20º
1981: 10º
1982: 9º
1983: 14º
1984: 7º
1985: 12º
1986: 12º
1987: 7º
1988: 14º
1990: 6º

### Competizioni mondiali
- Campionati del mondo su strada

Nürburgring 1978 - In linea dilettanti: 14º
Valkenburg 1979 - In linea: 22º
Sallanches 1980 - In linea: ritirato
Praga 1981 - In linea: 25º
Goodwood 1982 - In linea: 42º
Altenrhein 1983 - In linea: 5º
Barcellona 1984 - In linea: vincitore
Giavera del Montello 1985 - In linea: 12º
Colorado Springs 1986 - In linea: 15º
Villach 1987 - In linea: 10º
Ronse 1988 - In linea: 11º
Chambéry 1989 - In linea: 10º
Utsunomiya 1990 - In linea: 10º
Stoccarda 1991 - In linea: 49º

## Riconoscimenti
- Sportivo belga dell'anno nel 1984